# أغسطس باغوس
أغسطس باغوس كانت مستوطنة رومانية في فينيقيا الرومانية. أنشئت في القرن الحادي عشر الميلادي واستمرت قرابة سبعة قرون حتى الفتح الإسلامي للشام. سميت المستوطنة على اسم الإمبراطور الروماني أغسطس قيصر، الذي أمر بتطوير هذه المستوطنة في التلال الوسطى والشمالية لوادي البقاع.

## التاريخ
في القرن الأول الميلادي، بعد الغزو الروماني لفينيقيا، قام الإمبراطور الروماني أغسطس بتوطين بعض المحاربين القدامى من فيالقه في ما يعرف الآن بوسط لبنان.
استقر معظم قدامى المحاربين الرومان في بيريتوس (أقام قدامى المحاربين من فيلقين رومانيين في مدينة بيريتوس على يد الإمبراطور أغسطس: الخامس المقدوني والثالث الغالي)، لكن القليل منهم انتقلوا لاستعمار وادي البقاع الخصب.
أنشأ هؤلاء المئات القليلة ما يسمى بـ أغسطس باغوس وكانت مكونة من مجموعة من البيوت والمزارع (المملوكة لجنود متقاعدين) في منطقة قريبة ومترابطة نسبيًا.
منذ القرن الأول قبل الميلاد، كان وادي البقاع بمثابة مصدر للحبوب للمقاطعات الرومانية في بلاد الشام وروما. وحتى اليوم يشكل الوادي ما يصل إلى 40 بالمئة من الأراضي الصالحة للزراعة في لبنان. أنشأ المستعمرون الرومان "منطقة ريفية" داخل "أوغوستي باغوس"، حيث تقع معابد نيحا الرومانية الشهيرة ذات النقوش اللاتينية. تصل هذه المنطقة إلى وادي قاديشا في شمال لبنان: عثر على آثار للوجود الروماني في "مغارة عاصي حوقة" بالقرب من حوقا وموقع أرز الرب المدرج على قائمة اليونسكو للتراث العالمي.
استمرت هذه المستوطنة بضعة قرون حتى الفتح الإسلامي للشام في القرن السابع. ولا تزال في المنطقة بعض القرى أهمها نيحا وحصن نيحا، حيث لا تزال توجد بقايا أربعة معابد رومانية.